# Veterná Poruba
Veterná Poruba este o comună slovacă, aflată în districtul Liptovský Mikuláš din regiunea Žilina. Localitatea se află la altitudinea de 819 m deasupra n.m., se întinde pe o suprafață de 4,73 km2 și în 2017 număra 379 de locuitori. Se învecinează cu Smrečany și Liptovský Mikuláš.

## Istoric
Localitatea Veterná Poruba este atestată documentar din 1273.

## Demografie
| An:                | 1994 | 2004   | 2014   | 2024   |
| ------------------ | ---- | ------ | ------ | ------ |
| Număr de persoane: | 360  | 350    | 372    | 362    |
| Diferență:         |      | −2,77% | +6,28% | −2,68% |

| An:                | 2023 | 2024   |
| ------------------ | ---- | ------ |
| Număr de persoane: | 370  | 362    |
| Diferență:         |      | −2,16% |